# Okoška Gora
Okoška Gora is een plaats in Slovenië en maakt deel uit van de gemeente Oplotnica in de NUTS-3-regio Podravska. De plaats telde 216 inwoners op 1 januari 2020.